# Wolfgang Ambros
Wolfgang Ambros (* 19 de marzo de 1952 en Wolfsgraben, Baja Austria) es un cantautor austriaco considerado el artista más importante de un movimiento musical llamado Austropop surgido en su país en los años 70. Su canción Da Hofa, cuya letra es obra del autor vienés Joesi Prokopetz, fue su primer gran éxito y alcanzó el número 1 en las listas de hits austriacas.

## Discografía

### Álbumes de estudio
- 1972: Alles Andere Zählt Net Mehr
- 1973: Eigenheiten
- 1976: Es Lebe Der Zentralfriedhof
- 1976: 19 Class A Numbers
- 1977: Hoffnungslos
- 1978: Wie Im Schlaf (Canciones de Bob Dylan interpretadas por W. Ambros)
- 1979: Nie Und Nimmer
- 1980: Weiß Wie Schnee
- 1981: Selbstbewusst
- 1983: Der Letzte Tanz
- 1984: Der Sinn Des Lebens
- 1985: No. 13
- 1987: Gewitter
- 1989: Mann Und Frau
- 1990: Stille Glut
- 1992: Äquator
- 1994: Wasserfall
- 1996: Verwahrlost Aber Frei
- 1999: Voom Voom Vanilla Camera
- 2000: Nach Mir Die Sintflut - Ambros canta a Waits
- 2003: Namenlos
- 2005: Der Alte Sünder - Ambros Singt Moser (Temas de Hans Moser interpretados por W. Ambros con la Ambassade Orchester de Viena)
- 2006: Steh Grod

### Álbumes en directo
- 1979: Live ...auf ana langen finstern Strassn (2 LP)
- 1983: Ambros + Fendrich Open Air
- 1986: Selected Live (2 CD, también en triple LP)
- 1987: Gala Concert
- 1991: Watzmann Live (2 CD con 25 pistas; reedición en 2005 de 2 CD con 40 pistas)
- 1997: Verwahrlost Aber Live
- 2002: Hoffnungslos Selbstbewusst
- 2007: Ambros Pur! (Concierto a dú con G. Dzikowski, DVD)

### Piezas radiofónicas
- 1973: Fäustling
- 1974: Der Watzmann ruft
- 1978: Schaffnerlos (Die letzte Fahrt des Schaffners Fritz Knottek)
- 1981: Augustin (Eine Geschichte aus Wien)

### Singles
| - 1971: Da Hofa - 1972: Kagran - 1973: Tagwache - 1973: I drah zua - 1974: A Mensch mecht i bleib´n - 1975: Zwickt´s mi - 1975: Gö da schaust - 1976: Baba und foi ned - 1976: Hoit da is a Spoit - 1976: Schifoan - 1977: Die Blume aus dem Gemeindebau - 1979: Nie und nimmer - 1981: Frage der Zeit - 1983: Sei ned bled - 1983: Für immer jung (con Andre Heller) - 1984: S Naserl' - 1985: Kumm ma mit kane Ausreden mehr' - 1985: Geplante Zukunft' (directo) - 1985: Warum?' (Austria für Afrika) - 1986: Langsam wachs ma zamm' - 1986: Mamma' - 1987: Du und i (con Friedrich Gulda) | - 1987: Gewitter - 1987: V.I.P. - 1987: I bins ned - 1988: Rukuruku Bay - 1989: Idealgewicht - 1989: Erste große Liebe - 1991: Abwärts und bergauf - 1992: Die Gailtalerin - 1992: Der Himmel soll noch warten - 1992: Ich bin bei dir - 1992: Bleib bei mir - 1992: Richtung Süden - 1993: Das Duell - 1994: I denk an di - 1994: Alt und Jung - 1995: Der bessere gewinnt! - 1996: Verwahrlost aber frei - 1997: Open House - 1999: Herz aus Gold - 1999: Ich lieb Dich überhaupt nicht mehr - 2001: Weihnachten wie immer |